# Івонн Лефебюр
Івонн Лефебюр (фр. Yvonne Lefébure; 29 червня 1898, Ермон — 23 січня 1986, Париж) — французька піаністка і музична педагогиня.

## Біографія
Навчалася в Паризькій консерваторії у Альфреда Корто. Після закінчення курсу (першою у випуску) почала концертувати — головним чином, з Оркестром Ламуре та Оркестром Колон. Багато років викладала в Нормальній школі музики, а потім і в Паризькій консерваторії.
Серед учнів Лефебюр були Діну Ліпатті, Самсон Франсуа, Катрін Коллар, Імоджен Купер, Сетрак та інші відомі піаністи, а також гобоїст і композитор Гайнц Голлігер.